# Insomniac Games
Insomniac Games je tvrtka za razvoj kompjuterskih i videoigri iz SAD-a.

## Povijest tvrtke
Insomniac Games je osnovan 1994. godine kao nezavisna tvrtka za razvoj kompjuterskih i videoigri. Njihova prva igra je bila Disruptor. Disruptor je bio FPS i izašao je za PlayStation konzolu, 1996. godine. Poslije igre Disruptor izdaju za PlayStation platformski serijal Spyro. Nakon Spyro serijala tvrtka je krenula u razvoj jos jednog platformskog serijala po imenu Ratchet & Clank za PlayStation 2. 2006. godine vraćaju se svojim FPS korijenima i izdaju igru Resistance: Fall of Man za PlayStation 3. 2007. godine izašao je dugo očekivani peti nastavak Ratchet & Clank serijala pod imenom Ratchet & Clank Future: Tools of Destruction.

## Igre
| Igra                                         | Datum izlaska       | Platforma     |
| -------------------------------------------- | ------------------- | ------------- |
| Disruptor                                    | 20. studenog 1996.  | PlayStation   |
| Spyro the Dragon                             | 10. rujna 1998.     | PlayStation   |
| Spyro 2: Ripto's Rage                        | 2. studenog 1999.   | PlayStation   |
| Spyro: Year of the Dragon                    | 11. listopada 2000. | PlayStation   |
| Ratchet & Clank                              | 7. studenog 2002.   | PlayStation 2 |
| Ratchet & Clank: Going Commando              | 11. studenog 2003.  | PlayStation 2 |
| Ratchet & Clank: Up Your Arsenal             | 2. studenog 2004.   | PlayStation 2 |
| Ratchet: Deadlocked                          | 25. listopada 2005. | PlayStation 2 |
| Resistance: Fall of Man                      | 14. studenog 2006.  | PlayStation 3 |
| Ratchet & Clank Future: Tools of Destruction | 23. listopada 2007. | PlayStation 3 |
| Resistance 2                                 | 4. studenog 2008.   | PlayStation 3 |